# Chamique Holdsclaw
Chamique Holdsclaw, née le 19 août 1977 à Astoria, quartier de New York, est une joueuse américaine de basket-ball, évoluant au poste d'ailière.

## Biographie
Au cours de sa carrière universitaire au sein des Lady Vols, elle remporte trois titres NCAA consécutives (1996-1998), devenant le plus grand marqueur de l'histoire de l'université, hommes et femmes compris, devenant l'une des cinq femmes à atteindre la marque des 3 000 points en carrière. Cette carrière lui vaudra de voir plus tard son maillot retiré au sein de université.
Pendant ses quatre saisons aux Volunteers, elle est à chaque fois la meilleure marqueuse et la meilleure rebondeuse et en 2018, elle détient toujours les records de points (3025) et de rebonds (1295) en carrière. Elle est deux fois élue meilleure joueuse de l'année.
Sa carrière universitaire lui assure la première place de la draft WNBA 1999, choisie par les Mystics de Washington. Durant sa première saison, elle termine rookie de l'année puis elle est sélectionnée dans le cinq de départ du premier All Star Game de la ligue.
Cela lui procure également une place pour l'équipe olympique américaine qui remporte le titre à Sydney.
Elle continue sa progression en WNBA pour atteindre un double-double lors des saisons 2002 et 2003. Lors de la saison WNBA 2004, Elle manque un match puis ne finit pas la saison, sans raison officielle. Avant la saison suivante, elle est échangée par sa franchise et rejoint les Sparks de Los Angeles, où elle annonce sa retraite après la cinquième rencontre de 2007.
Elle renoue avec la compétition en 2009 avec le Dream d'Atlanta, puis finit sa carrière en 2010 avec les San Antonio Silver Stars.
En 2018, elle est introduite au Women's Basketball Hall of Fame.

## Club

### NCAA
- Lady Vols de Volunteers du Tennessee

### Europe
- 2004-2005 :  Ros Casares Valence
- 2006-2007 :  TS Wisła Can-Pack Cracovie
- 2007-2008 :  Lotos Gdynia
- 2008-2009 :  TS Wisła Can-Pack Cracovie

### WNBA
- 1999-2004 : Mystics de Washington
- 2005-2007 : Sparks de Los Angeles
- 2009 : Dream d'Atlanta
- 2010 : Silver Stars de San Antonio

## Palmarès

### Club
- Championne NCAA 1996, 1997, 1998

### Sélection nationale
- Jeux olympiques d'été
  -  Médaille d'or des Jeux olympiques de 2000 à Sydney[2].
- Championnat du monde de basket-ball féminin
  -  Médaille d'or du Mondial 1998

### Distinctions personnelles
- Premier choix de la Draft WNBA 1999 par les Mystics de Washington
- Rookie de l'année de la saison 1999[3]
- Participation dans le premier cinq lors du premier All Star Game de WNBA
- trophée Naismith 1998, 1999
- Second meilleur cinq de la WNBA (1999, 2001, 2002)